# Arkiv för zoologi
Arkiv för zoologi var en vetenskaplig tidskrift inom zoologi som gavs ut av Kungliga Vetenskapsakademien från 1903 till 1974. Den skapades tillsammans med tre andra tidskrifter inom andra områden ur Vetenskapsakademiens Handlingar 1903.
Vid nedläggningen ersattes Arkiv för zoologi av tidskriften Zoologica scripta som ges ut i samarbete mellan Kungliga Vetenskapsakademien och Det Norske Videnskaps-Akademi.